# James Harris (athlétisme)
Pour les articles homonymes, voir James Harris.
James Harris  (né le 18 septembre 1991) est un athlète américain, spécialiste du 400 mètres.

## Biographie
Il remporte la médaille d'or du relais 4 × 400 m lors des championnats du monde 2013, à Moscou, en participant aux séries. 

### Palmarès
| Date | Compétition           | Lieu     | Résultat | Épreuve   | Temps         |
| ---- | --------------------- | -------- | -------- | --------- | ------------- |
| 2013 | Championnats du monde | Moscou   | 1er      | 4 × 400 m | —             |
| 2015 | Jeux panaméricains    | Toronto  | 3e       | 4 x 400 m | 3 min 00 s 21 |
| 2015 | Championnats NACAC    | San José | 1re      | 4 x 400 m | 3 min 00 s 07 |

### Records
| Épreuve | Performance | Lieu              | Date                     |
| ------- | ----------- | ----------------- | ------------------------ |
| 400 m   | 45 s 23     | Eugene Des Moines | 5 juin 2013 22 juin 2013 |